# Константиновка (Голованевский район)
Константиновка (укр. Костянтинівка) — село в Голованевской поселковой общине Голованевского района Кировоградской области Украины.
Население по переписи 2001 года составляло 8 человек. Почтовый индекс — 26550. Телефонный код — 5252. Занимает площадь 0,532 км². Код КОАТУУ — 3521486502.